# 陰蝨
陰蝨是一種寄生於人體毛髮的寄生虫，長約1至3毫米，無翼。因常見於阴部，故稱陰蝨。另外，由於陰蝨身體扁平，远看如同皮屑，细看则如同小螃蟹，故在英語中又稱蟹蝨 （Crab louse）。

## 簡介
雖然最常見於陰部，但陰蝨在絕大部份人類毛髮上均可生存。它的身體較頭蝨寬闊，腳部較寬廣，使它可於疏落的毛髮間攀爬。除了陰毛外，阴虱也可在头发、睫毛、鬍鬚和腋毛处寄生。
和其他蝨子一樣，陰蝨以人類的血液為食物，因此陰蝨棲息的患處會不時感到搔癢。另外，陰蝨亦可能帶有其他病菌，使患者被感染。
陰蝨的傳播途徑主要是性交，因此陰蝨感染被認為是性传播疾病的一種。衣物和床鋪也是陰蝨的重要傳播途徑。廁所則不會傳染陰蝨，因為廁所的平面光滑，缺乏可讓蝨子停留的條件。如廁前不久如患有陰蝨患者剛使用過，亦有被傳染之可能。

## 生命週期
阴蝨为不完全变态发育，其生活史分为：卵、若虫和成虫三个阶段。
1. 卵：陰蝨的蟲卵一般都緊附在阴毛的毛幹根部上，呈淡红色或铁锈色的橢圓形，类似于点状血痂。孵化期約為一星期。
2. 若虫：若虫是阴虱自卵孵化后，成长为成虫之前的形态。若虫的样子与成虫相似，但是要小很多。若虫的成長期亦為一星期左右。
3. 成虫：阴蝨的成蟲呈灰白色或褐色，雌蟲一般比雄蟲為大。

一般陰蝨的壽命是30天，但所有脫離人體的陰蝨均會在2天內死亡。

## 症状
被阴虱寄生后，通常会出现如下症状：
1. 阴部搔痒，特别是夜间搔痒更甚；
2. 阴部出现红疹、丘疹、血痂或青斑；
3. 内裤上有铁锈色粉末状或颗粒状虱粪；
4. 阴毛根部可发现铁锈色或红褐色椭圆形虫卵；
5. 阴毛处发现阴虱活动。

## 治療
1. 剃净阴毛及肛周毛发。
2. 将被污染的衣物、床单、被罩蒸煮或开水浇烫消毒，杀灭虫卵及成虫。
3. 使用热水及肥皂（硫磺皂）清洗阴部。

## 參閲
- 跳蚤

## 外部連結
- MedlinePlus Medical Encyclopedia: Pubic lice （页面存档备份，存于）
- University of chicago: Crab lice
- EmbarrassingProblems.com （页面存档备份，存于）: Crabs
- Genetic Analysis of Lice Supports Direct Contact between Modern and Archaic Humans
- . ITIS.